# Артабан IV Парфянський
Артабан IV Парфянський — претендент на царську корону Парфії, в 80-81 оспорював владу у царя Пакора II.
Імовірно, самостійно проголосив себе царем, через що в 80-81 в Парфії встановилося двовладдя. Головним містом була Селевкія-на-Тигрі, де він карбував свої монети. У 80 році надав підтримку Псевдо-Нерону (Теренцію Максиму). У міжусобній боротьбі був переможений Пакором II.